# Магнезія (спорт)
Спортивна магнезія (далі — магнезія) — білий порошок або рідина для підсушування шкіри рук і, як наслідок, збільшення надійності хвату (наприклад, у скелелазінні).

## Хімічний склад магнезії
Спортивна магнезія, що складається з солі магнію, за своїм хімічним складом схожа з білою магнезією — лужним карбонатом магнію, хімічна формула якого — MgCO3·Mg(OH)2·nH2O.

## Властивості магнезії
Як і більшість порошків, спортивна магнезія добре вбирає вологу. Але на відміну від крейди, яка також гігроскопічна, магнезія добре всмоктує (зв’язує) шкірний жир і тому набагато краще збільшує тертя між пальцями рук і спортивним снарядом. 
Існує багато рецептів видалення жирних плям з хутра, тканини, вовни, паперу за допомогою розчину паленої магнезії та бензину. Цей розчин наноситься на пляму та після випаровування бензину порошок, який залишився, просто струшується, не залишаючи розводів. Утім, бензин сам по собі залишає плями, тому краще використовувати малярний антисилікон.

## Рідка магнезія
Рідка магнезія — спеціальний розчин, який спортсмен наносить на долоні або повністю на кисті рук. Через невеликий проміжок часу (десятки секунд) розчин повністю висихає, а руки спортсмена залишаються вкритими тонким шаром магнезії.

### Переваги
- Розчин забиває пори шкіри рук, тож магнезії вистачає на більш тривалий термін порівняно з використанням порошкової магнезії.
- Рідка магнезія не розпилюється навколо спортсмена в повітрі так, як порошкова. У спортивних залах при заміні порошкової магнезії на рідку завжди чисто та практично немає пилу від магнезії. Рідка магнезія дуже актуальна для залів, у яких використання порошкової магнезії заборонене. Використання рідкої магнезії на природному скельному рельєфі вважається хорошим тоном екологічності.

### Недоліки
- Потрібно чекати певний час (залежить від товщини шару магнезії) для того, щоб розчин висох на руках. У скелелазінні ця особливість виключає можливість використання рідкої магнезії безпосередньо під час проходження скельного маршруту.

## Використання магнезії в різних видах спорту
Магнезія використовується в таких видах спорту, як скелелазіння, легка атлетика, спортивна гімнастика, важка атлетика, спортивна акробатика, пауерліфтинг, гирьовий спорт, Pole Dance та ін.

### Магнезія в скелелазінні
У скелелазінні магнезія міститься у спортсмена в спеціальному мішечку для магнезії, який тримається на поясі за спиною.
У лазінні на складність мішечок для магнезії є практично необхідним елементом спорядження, оскільки по ходу проходження траси для поліпшення тертя необхідно періодично оновлювати шар порошку на долонях.
При лазінні болдерингу використання мішечка з магнезією часто є непрактичним, оскільки траси є короткими та їх складність рідко дозволяє витрачати час на те, щоб намагнезити руки на самому маршруті. В болдерингу мішечок здебільшого залишають поруч з початком маршруту. Це також зменшує масу спортсмена зі спорядження.
В лазінні на швидкість мішечок дуже рідко використовується з огляду на нераціональність по часу.
Рідку магнезію можна використовувати в усіх дисциплінах скелелазіння, але в лазінні на складність рідкої магнезії практично завжди не вистачає до кінця траси. Тому скелелази, що використовують рідку магнезію, при лазінні на складність комбінують використання рідкої та порошкової магнезії: перед стартом на руки наносять рідку магнезію, а під час проходження маршруту користуються порошковою з мішечка, який висить на поясі. У лазінні на швидкість та болдерингу рідка магнезія наноситься перед стартом і її зазвичай вистачає на весь час проходження траси.

### Магнезія у важкій атлетиці та пауерліфтингу
Поліпшує зчеплення рук з грифом штанги або гантелею.

## Замінники магнезії
Деякі люди через незнання хімічних властивостей магнезії та перелічених нижче порошків плутають її з такими речовинами: тальк, крейда, борошно, кокаїн. Тальк створює зворотний ефект — він зменшує тертя. Крейда підсушує руки, але не збільшує тертя й тому в скелелазінні не використовується.

## Виробництво магнезії
Основні країни-виробники спортивної магнезії — Італія, Швейцарія, Чехія, США.

## Продаж магнезії
Рідка магнезія випускається в пластикових пляшках, порошкова магнезія випускається у вигляді порошку в поліетиленових мішках, пластикових банках, картонних банках-тубусах, коробках, або випускається в пресованому вигляді в брикетах. Також порошкова магнезія може використовуватися в кульках з тонкої тканини. Легко стискаючи кульку в руці, спортсмен наносить магнезію на долоні. В скелелазінні таку кульку кладуть просто в мішечок для магнезії. Перевага кульок у тому, що їхня форма дає змогу обробити всю поверхню долоні, а також кулька зменшує кількість магнезії, яка витрачається на долоні.

## Шкода магнезії
Основна шкода магнезії полягає в тому, що вона висушує шкіру рук. Дерматологи рекомендують після використання магнезії добре відмивати руки, після чого змащувати їх кремом. Зафіксовані також алергійні реакції на магнезію.
Великої шкоди легеням людини заподіює вдихання порошкової магнезії, особливо використання її у великих кількостях у закритих приміщеннях. У невеликих приміщеннях це особливо помітно, коли з пилу магнезії утворюється «туман». Це можна порівняти з роботою на шахті, де в зазвичай наявна вентиляція та використовуються респіратори, але, не зважаючи на це, високим є рівень захворюваності на силікоз, що спричинюється проникненням у дихальні шляхи та легені пилу, дрібних твердих частинок, внаслідок чого руйнуються легеневі тканини. Аналогічний вплив відчуває на собі спортсмен в залах, де немає приточно-витяжної вентиляції.